# Ilkka Herola
Ilkka Herola (Siilinjärvi, 22 giugno 1995) è un combinatista nordico finlandese.

## Biografia

### Stagioni 2011-2013
Herola, residente a Kuopio, ha debuttato nel Circo bianco al X Festival olimpico invernale della gioventù europea tenutosi a Liberec nel 2011, dove ha vinto la medaglia di bronzo nella sprint a squadre dal trampolino normale. L'anno dopo ha vinto la medaglia d'argento nella 5 km dal trampolino normale ai Mondiali juniores di Erzurum e ha esordito in Coppa del Mondo, il 3 marzo a Lahti (47º).
Ha debuttato ai Campionati mondiali a Val di Fiemme 2013, dove si è classificato 27º nel trampolino normale, 22º nel trampolino lungo, 11º nella sprint a squadre dal trampolino lungo e 8º nella gara a squadre dal trampolino normale.

### Stagioni 2014-2016
Nel 2014 ha preso parte ai Mondiali juniores della Val di Fiemme, dove ha nuovamente vinto una medaglia d'argento ma questa volta nella 10 km dal trampolino normale. In seguito ha debuttato ai Giochi olimpici invernali: a Soči 2014 si è piazzato 16º nel trampolino normale e 14º nel trampolino lungo.
Ai Mondiali di Falun 2015 è stato 23º nel trampolino normale, 16º nel trampolino lungo, 9º nella gara a squadre dal trampolino normale e 4º nella sprint a squadre dal trampolino lungo. Il 5 dicembre dello stesso anno ha ottenuto a Lillehammer il primo podio in Coppa del Mondo, classificandosi 3º nella  Gundersen HS138/10 km vinta dal tedesco Fabian Rießle.

### Stagioni 2017-2025
Ai Mondiali di Lahti 2017 si è classificato 12º nel trampolino normale, 17º nel trampolino lungo, 5º nella gara a squadre dal trampolino normale e 7º nella sprint a squadre dal trampolino lungo; ai XXIII Giochi olimpici invernali di Pyeongchang 2018 si è classificato 8º nel trampolino normale, 18º nel trampolino lungo e 6º nella gara a squadre.
Nella stagione 2018-2019 ha ottenuto il primo successo in Coppa del Mondo, vincendo la sprint a squadre di Lahti del 9 febbraio in coppia con Eero Hirvonen, e ai Mondiali di Seefeld in Tirol è stato 5º nel trampolino normale, 11º nel trampolino lungo, 5º nella gara a squadre dal trampolino normale e 7º nella sprint a squadre dal trampolino lungo. Ai Mondiali di Oberstdorf 2021 ha vinto la medaglia d'argento nel trampolino normale e si è classificato 6º nel trampolino lungo, 5º nella gara a squadre e 5º nella sprint a squadre; l'anno dopo ai XXIV Giochi olimpici invernali di Pechino 2022 si è piazzato 6º nel trampolino normale, 16º nel trampolino lungo e 8º nella gara a squadre. Ai Mondiali di Planica 2023 è stato 18º nel trampolino normale, 9º nel trampolino lungo, 5º nella gara a squadre e 6º nella gara a squadre mista e a quelli di Trondheim 2025 si è classificato 12º nel trampolino normale, 5º nel trampolino lungo, 4º nella gara a squadre e 5º nella gara a squadre mista.

## Palmarès

### Mondiali
- 1 medaglia:
  - 1 argento (trampolino normale a Oberstdorf 2021)

### Mondiali juniores
- 2 medaglie:
  - 2 argenti (5 km dal trampolino normale a Erzurum 2012; 10 km dal trampolino normale a Val di Fiemme 2014)

### Coppa del Mondo
- Miglior piazzamento in classifica generale: 7º nel 2017 e nel 2021
- 19 podi (15 individuali, 4 a squadre):
  - 2 vittorie (1 individuale, 1 a squadre)
  - 7 secondi posti (individuali)
  - 10 terzi posti (7 individuali, 3 a squadre)

#### Coppa del Mondo - vittorie
| Data            | Località | Nazione   | Trampolino         | Spec.                                |
| --------------- | -------- | --------- | ------------------ | ------------------------------------ |
| 9 febbraio 2019 | Lahti    | Finlandia | Salpausselkä HS130 | T SP LH/2x7,5 km (con Eero Hirvonen) |
| 16 marzo 2025   | Oslo     | Norvegia  | Holmenkollen HS134 | IC LH/7,5 km                         |

Legenda:

SP = sprint

IC = individuale compact

T = gara a squadre

LH = trampolino lungo